# Петров, Юрий Иванович (футболист)
Юрий Иванович Петров (1926, Москва — ?, Москва) — советский футболист, вратарь. Мастер спорта СССР.

## Биография
Участник Великой Отечественной войны. Стрелок взвода отдела контрразведки «Смерш» 343 стрелковой Белостокской Краснознамённой Ордена Кутузова 2-й степени дивизии.
Награждён орденом Красной Звезды (10 мая 1945), медалью «За отвагу» (19 декабря 1944), орденом Отечественной войны II степени (6 апреля 1985).
В 1947 году — в составе «Дзержинца» Харьков. В 1948—1949 годах играл за «Металлург» Москва. В 1950 году — в составе «Металлурга» Сталинск, КФК, позже перешёл в «Шахтёр» Сталино, где стал бронзовым призёром чемпионата 1951 и полуфиналистом Кубка СССР 1951. В 1953 году перешёл в «Торпедо» Москва. Первым вратарём был Олег Михайлов, но после того, как он пропустил в двух матчах 12 мячей, основным вратарём стал Петров. 3-й призёр чемпионата. В 1955 году стал четвёртым вратарем и перешёл в «Торпедо» Горький. Затем выступал за «Металлург» Запорожье (1956), «Металлург» Днепропетровск (1956).